# Dinah Manoff
Dinah Manoff (Nueva York;  25 de enero de 1956) es una actriz estadounidense. Es hija del escritor Arnold Manoff y de la actriz Lee Grant.

## Carrera
Dinah Manoff empezó a actuar en varias series de televisión durante la década de los setenta, en 1978 actuó en la famosa película Grease donde interpretó el papel de Marty Maraschino y actuó junto a John Travolta y Olivia Newton-John. En 1980 actuó en la película Ordinary People, participó en varias series de televisión y en varias producciones de Broadway, ganó el Tony Award en 1980 por su actuación en la producción de Broadway: "I Ought to be in Pictures". En 1988 interpretó a Maggie Peterson en la película de terror Child's Play, el mismo año se integró al elenco de la serie de televisión Empty Nest, actuó en dicha serie de 1988 a 1995, donde interpretó el papel de Carol Weston. En 1990 actuó en la película Welcome Home, Roxy Carmichael junto a Winona Ryder, durante la década de los noventa actuó en varias series de televisión. En el 2003 protagonizó el telefilm A Carol Christmas al lado de Tori Spelling. En 2008 actuó en la película Bart Got a Room.

## Vida personal
- Se casó con Arthur Mortell en 1984, con el cual tiene tres hijos: Dashiell que nació en 1989 y los gemelos Oliver y Desi que nacieron en 1992.

## Filmografía

### Películas
- Raid on Entebbe (1976) .... Rachel Sager
- The Stronger (1976)
- Night Terror (1977) .... Attendant's Girlfriend
- The Possessed (1977) .... Celia
- Grease (1978) .... Martina "Marty" Maraschino
- Ordinary People (1980) .... Karen
- For Ladies Only (1981) .... Mary Louise
- I Ought to Be in Pictures (1982) .... Libby Tucker
- Table Settings (1982)
- A Matter of Sex (1984) .... Glennis
- The Seduction of Gina (1984) .... Mary
- Vuelo 90: desastre en el Potomac (1984) .... Priscilla Tirado
- Classified Love (1986) .... Theresa Leonetti
- The Line (1987) .... Karen Cooper
- Backfire (1988) .... Jill
- Child's Play (1988) .... Maggie Peterson
- Bloodhounds of Broadway (1989) .... Maud Milligan
- Staying Together (1989) .... Lois Cook
- The Cover Girl and the Cop (1989) .... Denise Danielovitch
- Babies (1990) .... Laura
- Welcome Home, Roxy Carmichael (1990) .... Evelyn Whittacher
- Maid for Each Other (1992) .... Tibby Bloom
- The Amati Girls (2000) .... Denise
- The Lost Child (2000) .... Helen
- Zigs (2001) .... Marge
- A Carol Christmas (2003) .... Marla
- Bart Got a Room (2008) .... Sra. Goodson